# Токарев, Кирилл Викторович
Кири́лл Ви́кторович То́карев (род. 28 марта 1984, Кимовск, Тульская область) — российский журналист, телеведущий и шеф-редактор телеканала РБК-ТВ по направлению экономической аналитики.

## Биография
Кирилл Токарев родился в 1984 году в городе Кимовске Тульской области. С 2003 по 2008 год обучался в Национальном исследовательском университете «Высшей школы экономики» на факультете политологии. По собственным словам, ещё будучи студентом, хорошо зарабатывал в политическом пиаре.
Затем Кирилл отправил резюме в экономическую редакцию телеканала РБК, Кириллу Пинюгину. После успешного прохождения собеседования и выполнения тестового задания Кирилл Токарев был приглашён в программу «Зарубежный бизнес». В ней он рассказывал о наиболее важных и интересных событиях мировой экономики и деятельности международных корпораций. Проработав один год, Токарев получил выгодное предложение и ушёл с канала, чтобы заняться корпоративным пиаром в интересах различных, как правило, небольших и «серых» организаций. В итоге Кирилл стал такой работой тяготиться и, скопив некоторую сумму, уволился из очередного мелкого банка «в никуда».
В 2011 году его снова позвали в РБК на «перезапуск» международной программы. Кирилл принял приглашение с расчётом поработать год и вернуться к пиар-деятельности, но в итоге остался на телеканале.

Засосало… Меня выперли буквально одним днём в эфир. Александр Михайлович Любимов на летучке… Меня и ещё одного парня выперли в вечернее шоу в качестве колумнистов-международников. И потом тогдашние мои начальники — Андрей Реут, Глеб Шагун — меня толкали дальше: «У тебя вроде получается». А если старшие товарищи говорят, что получается, зачем сопротивляться? Сказать, что у меня была когда-то мечта — вообще нет.
— Кирилл Токарев
Кирилл Токарев работает телеведущим и шеф-редактором на телеканале РБК-ТВ. Специализируется на экономической аналитике. Вёл авторские программы «Токарев. Дело» (2015—2016) и «Новая экономика с Кириллом Токаревым» (2016—2017), каждый день выходит в эфир с новостным блоком.
Параллельно занимается и другой деятельностью, в частности, GR-ом и частным консультированием.

Я в принципе знаком с рядом людей, с которыми я никому не советовал бы быть знакомым. Но это не связано с РБК. В непосредственной увязке с РБК я работаю с коммерсантами — может быть, с «прошлым», но у кого «прошлого» нет? Да, есть знакомые, с которыми так… Но опять же ничего критического. Ничего трагического, но у меня были столкновения с разными слоями общества. Я стараюсь аккуратненько себя вести, с уважением ко всем кодексам, которые можно уважать.
— Кирилл Токарев
Кирилл Токарев читает лекции и проводит семинары, в качестве эксперта даёт комментарии СМИ, в качестве гостя или модератора принимает участие в круглых столах, касающихся корпоративного сектора, а также малого и среднего бизнеса. Регулярно собирает и проводит форумы Росконгресса.
Проживает в Москве.

## Частная жизнь
О своей частной жизни Кирилл Токарев предпочитает не распространяться. В разводе, есть дочь. Любит музыку, в частности джаз и электронику, нон-фикш литературу, компьютерные игры и путешествия.

## Награды
- Грамота Ассоциации содействия экономическому образованию «за развитие программ экономического образования в Тульском регионе».

## Цитата
«Состоятельный» не значит «умный». Я знаю огромное количество состоятельных и безусловно глупых людей. Там как в жизни получилось. У кого-то получилось «поднять». Просто лежали деньги — он их «поднял». Кто-то не очень силён аналитически, но хорош эмоционально — может тебя «развести». Он разводит людей по жизни, и он в этом хорош, глупо чувствовать над ним какое-то превосходство.
— Кирилл Токарев